# 烏奈·布斯廷薩
烏奈·布斯蒂薩（西班牙語：Unai Bustinza；1992年1月2日—）是一位西班牙足球運動員。在場上的位置是右後衛。他曾於2014年7月15日加盟毕尔巴鄂。